# In My Bed/You Sent Me Flying
In My Bed / You Sent Me Flying – podwójny singel brytyjskiej piosenkarki soulowej Amy Winehouse, pochodzący z płyty Frank. Wydany został 5 kwietnia 2004 roku przez wydawnictwo muzyczne Island Records. Singel znalazł się na 60. miejscu angielskiej listy przebojów UK Singles Chart. Do utworu „In My Bed” został nakręcony teledysk.

## Lista utworów
CD singiel
1. „In My Bed”
2. „You Sent Me Flying”
3. „Best Friend” (Acoustic)

## Notowania singla
| Lista            | Pozycja |
| ---------------- | ------- |
| UK Singles Chart | 60      |